# Campionati europei di nuoto in vasca corta 2010 - Staffetta 4x50 metri misti femminile
Le qualifiche per la finale si sono svolte la mattina del 27 novembre 2010, mentre la finale si è svolta la sera dello stesso giorno.

## Medaglie
| Posizione | Oro | Argento                                                                    | Bronzo                                                                       |
| --------- | --- | -------------------------------------------------------------------------- | ---------------------------------------------------------------------------- |
| Paese     | Paesi Bassi | Germania                                                                   | Italia                                                                       |
| Atlete    | Hinkelien Schreuder Moniek Nijhuis Inge Dekker Ranomi Kromowidjojo Femke Heemskerk* Tessa Brouwer* Marleen Veldhuis* | Jenny Mensing Dorothea Brandt Lisa Vitting Britta Steffen Caroline Ruhnau* | Laura Letrari Lisa Fissneider Elena Gemo Federica Pellegrini Elena Di Liddo* |

## Record
Prima della manifestazione il record del mondo (RM), il record europeo (EU) e il record dei campionati (RC) erano i seguenti.
| Record mondiale       | 1:42.69 | Paesi Bassi | 12 dicembre 2009 Istanbul, Turchia |
| Record europeo        | 1:42.69 | Paesi Bassi | 12 dicembre 2009 Istanbul, Turchia |
| Record dei campionati | 1:42.69 | Paesi Bassi | 12 dicembre 2009 Istanbul, Turchia |

Durante la competizione non sono stati migliorati record.

## Risultati batterie
| Pos. | Nazione     | Atlete | Tempo        | Batteria     | Corsia       | Note         |
| ---- | ----------- | --- | ------------ | ------------ | ------------ | ------------ |
| 1    | Paesi Bassi | Femke Heemskerk (27.41) Tessa Brouwer (58.16) Ranomi Kromowidjojo (1:23.29) Marleen Veldhuis (1:46.92)           | 1:46.92      | 2            | 5            |              |
| 2    | Germania    | Jenny Mensing (28.41) Caroline Ruhnau (59.17) Lisa Vitting (1:25.58) Britta Steffen (1:50.29)                    | 1:50.29      | 1            | 6            |              |
| 3    | Italia      | Elena Gemo (27.80) Lisa Fissneider (59.46) Elena Di Liddo (1:26.31) Laura Letrari (1:51.20)                      | 1:51.20      | 1            | 4            |              |
| 4    | Russia      | Alexandra Papusha (27.99) Ekaterina Baklakova (59.22) Valentina Artemyeva (1:26.34) Viktoriya Andreeva (1:51.34) | 1:51.34      | 1            | 3            |              |
| 5    | Bielorussia | Aleksandra Kovaleva (28.37) Ina Kapishina (59.97) Iryna Niafedava (1:26.81) Yuliya Khitraya (1:51.56)            | 1:51.56      | 2            | 6            |              |
| 6    | Finlandia   | Lotta Nevalainen (28.74) Jenna Laukkanen (1:00.48) Emilia Pikkarainen (1:27.63) Hanna-Maria Seppälä (1:51.91)    | 1:51.91      | 2            | 4            |              |
| 7    | Svizzera    | Laurence Fedrigo (28.96) Stephanie Spahn (1:00.54) Melanie Schweiger (1:27.15) Laura Noccioli (1:52.09)          | 1:52.09      | 1            | 2            |              |
| 8    | Rep. Ceca   | Marketa Strapkova (28.88) Petra Chocová (59.84) Alzbeta Rehorkova (1:27.00) Barbora Zavadova (1:53.00)           | 1:53.00      | 2            | 7            |              |
|      | Slovenia    | non partita | non partita  | non partita  | non partita  | non partita  |
|      | Turchia     | non partita | non partita  | non partita  | non partita  | non partita  |
|      | Norvegia    | squalificata | squalificata | squalificata | squalificata | squalificata |

## Finale
| Pos. | Nazione     | Atlete | Tempo   | Corsia | Note |
| ---- | ----------- | --- | ------- | ------ | ---- |
|      | Paesi Bassi | Hinkelien Schreuder (26.82) Moniek Nijhuis (56.99) Inge Dekker (1:22.28) Ranomi Kromowidjojo (1:44.98)       | 1:44.98 | 4      |      |
|      | Germania    | Jenny Mensing (28.05) Dorothea Brandt (58.02) Lisa Vitting (1:23.96) Britta Steffen (1:47.70)                | 1:47.70 | 5      |      |
|      | Italia      | Laura Letrari (27.71) Lisa Fissneider (58.55) Elena Gemo (1:24.50) Federica Pellegrini (1:49.56)             | 1:49.56 | 3      |      |
| 4    | Russia      | Ksenia Moskvina (27.54) Valentina Artemyeva (58.11) Olga Klyuchnikova (1:24.82) Anastasia Aksenova (1:49.76) | 1:49.76 | 6      |      |
| 5    | Bielorussia | Aleksandra Kovaleva (28.24) Ina Kapishina (59.84) Iryna Niafedava (1:26.06) Yuliya Khitraya (1:50.43)        | 1:50.43 | 2      |      |
| 6    | Svizzera    | Laurence Fedrigo (28.48) Stephanie Spahn (59.82) Melanie Schweiger (1:26.24) Laura Noccioli (1:51.25)        | 1:51.25 | 1      |      |
| 7    | Finlandia   | Hanna-Maria Seppälä (28.49) Jenna Laukkanen (59.73) Emilia Pikkarainen (1:26.53) Lotta Nevalainen (1:51.29)  | 1:51.29 | 7      |      |
| 8    | Rep. Ceca   | Alzbeta Rehorkova (28.23) Petra Chocová (59.24) Barbora Zavadova (1:26.72) Marketa Strapkova (1:51.71)       | 1:51.71 | 8      |      |